# Mecranium obtusifolium
Mecranium obtusifolium är en tvåhjärtbladig växtart som beskrevs av Célestin Alfred Cogniaux. Mecranium obtusifolium ingår i släktet Mecranium och familjen Melastomataceae. Inga underarter finns listade i Catalogue of Life.